# Этрубль
Этрубль (фр. Étroubles) — коммуна в Италии, располагается в автономном регионе Валле-д’Аоста.
Население составляет 486 человек (2008 г.), плотность населения составляет 13 чел./км². Занимает площадь 39 км². Почтовый индекс — 11014. Телефонный код — 0165.
В коммуне 15 августа особо празднуется Успение Пресвятой Богородицы.

## Демография
Динамика населения:

## Галерея

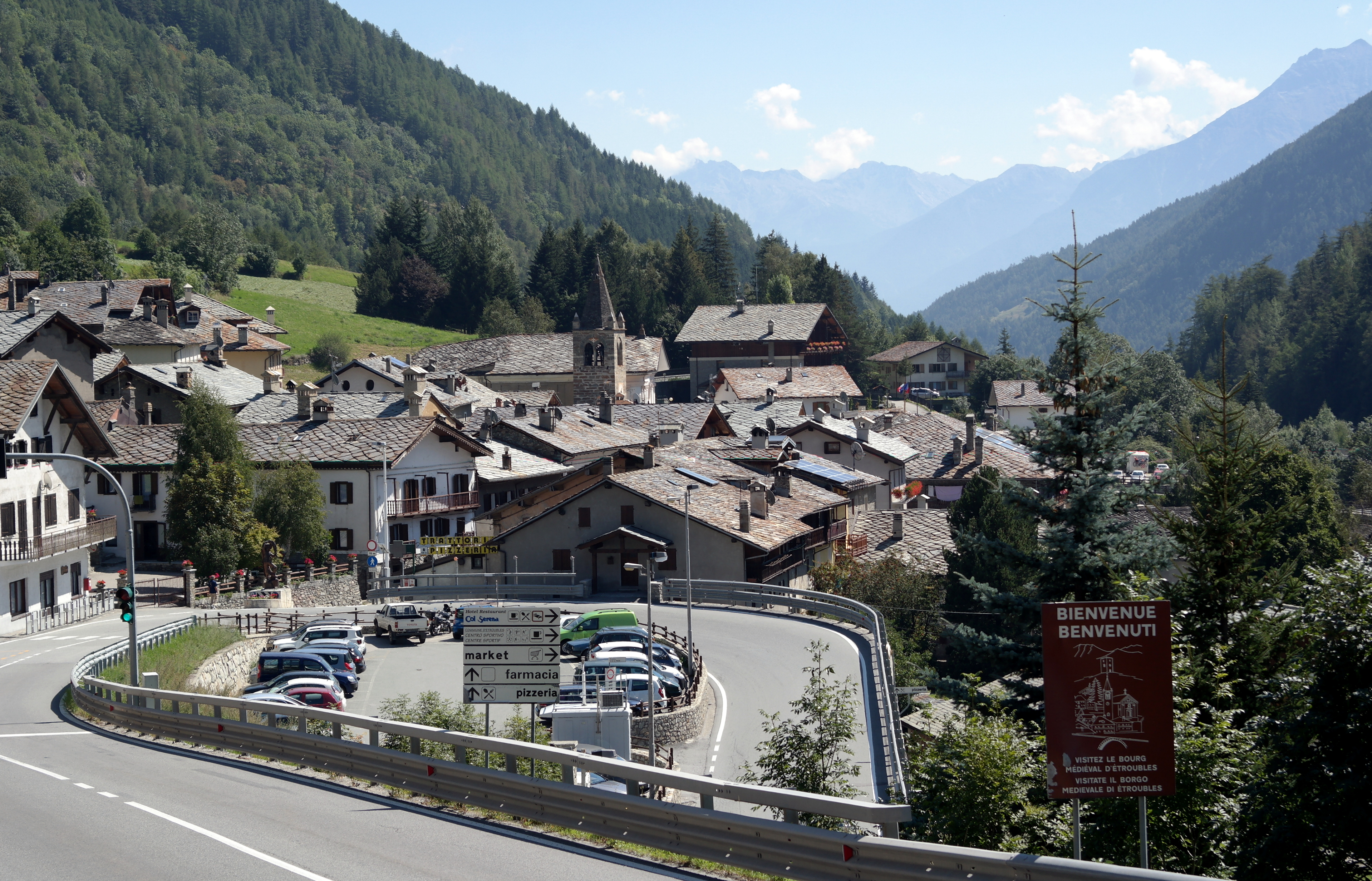
Панорама
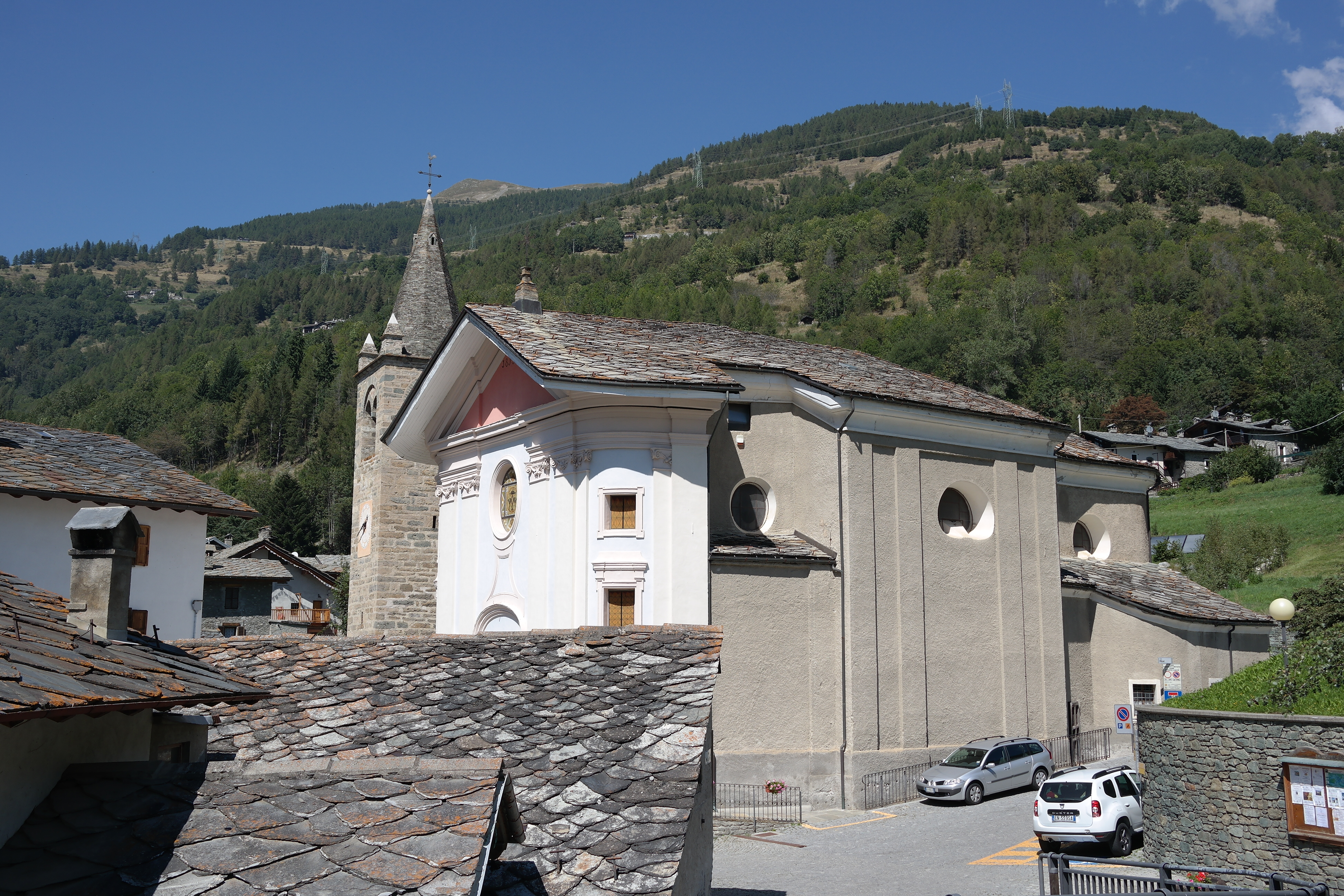
Приходской храм
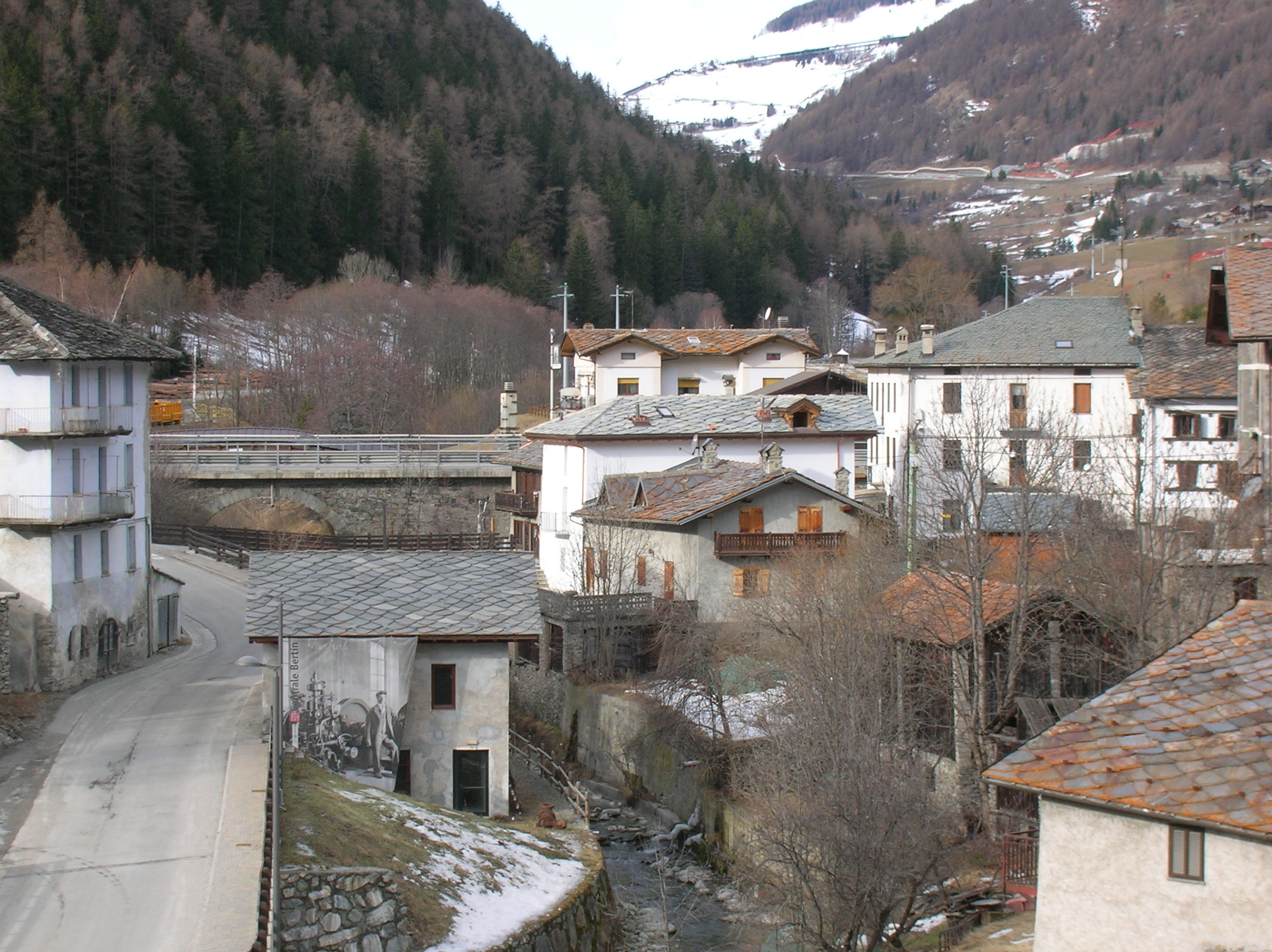
Деревня Бертэн (фр. Bertin)
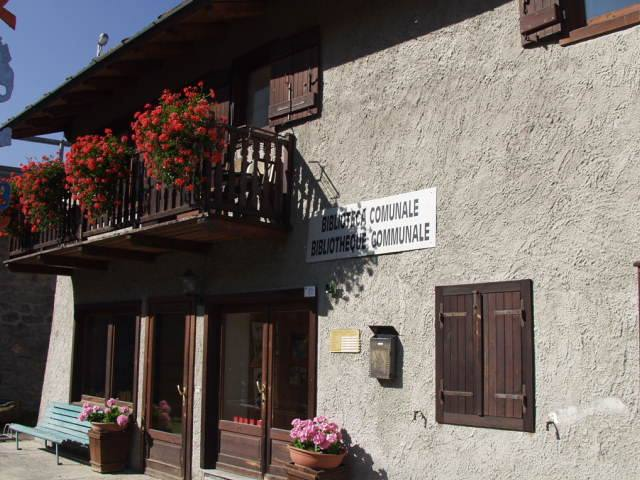
Библиотека
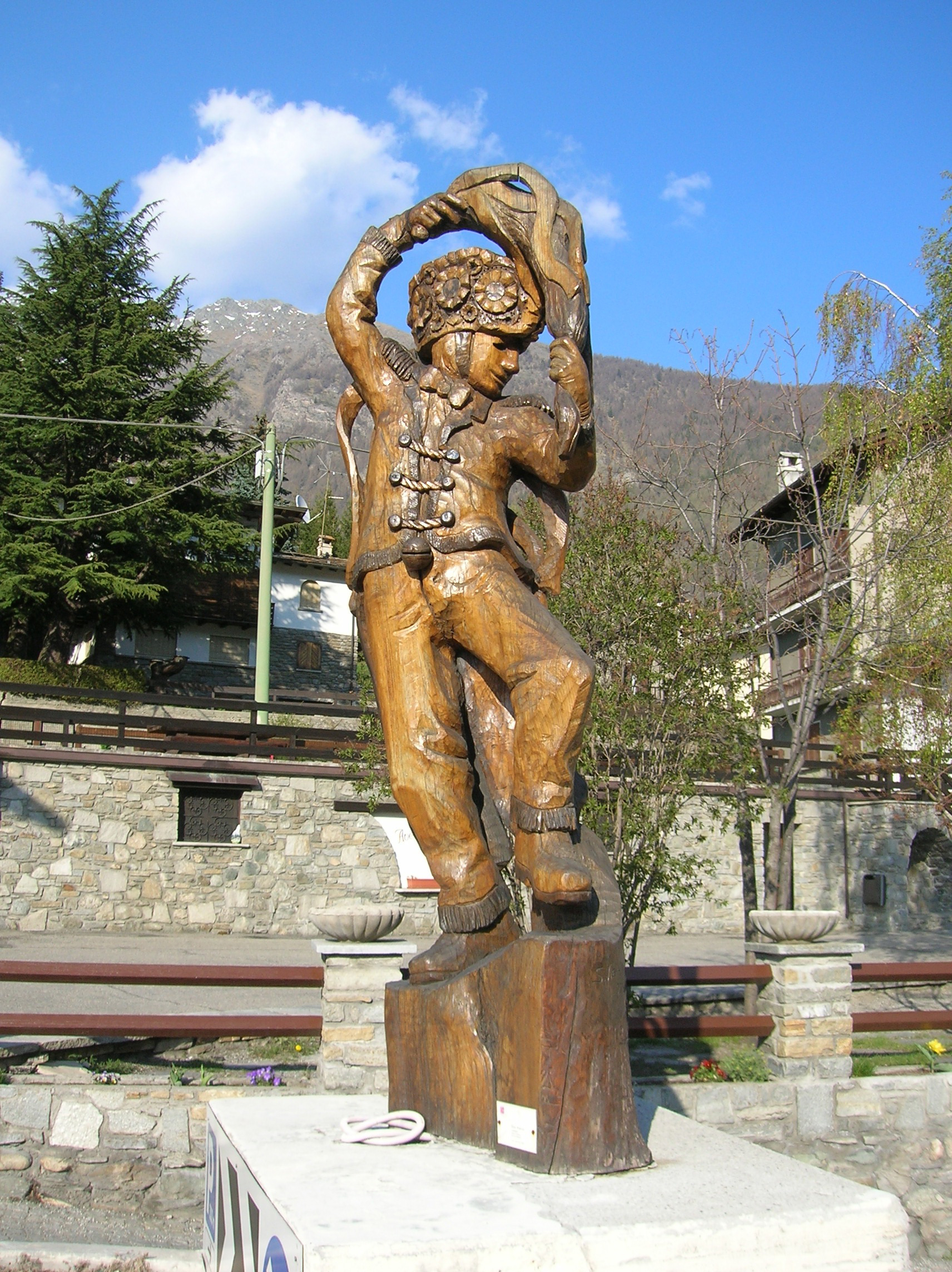
Деревянная скульптура, посвящённая участникам местного карнавала
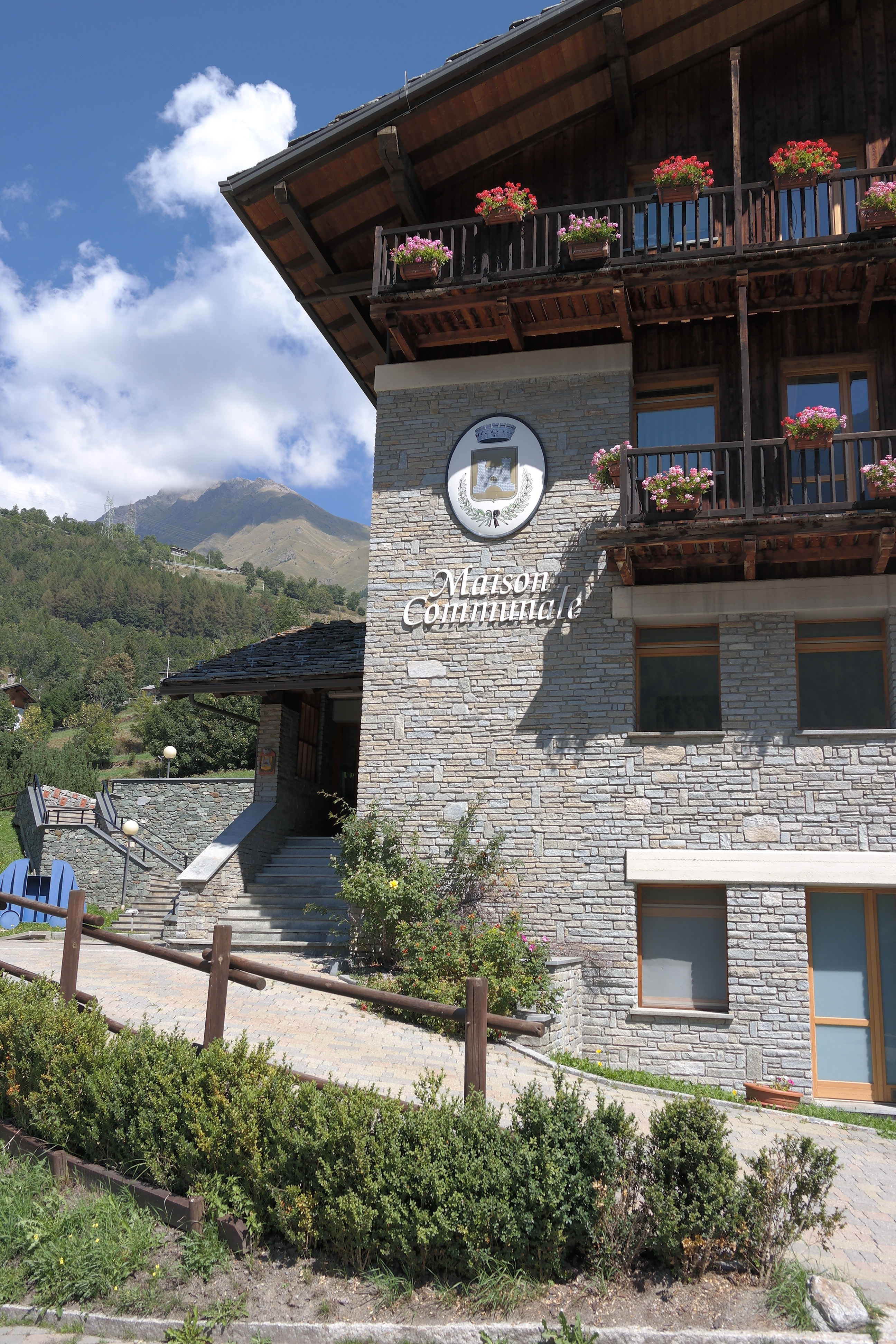
Мэрия